# Le Trésor des SS
Pour plus de détails, voir Fiche technique et Distribution.
Le Trésor des SS (titre original : Der Schatz vom Toplitzsee) est un film allemand réalisé par Franz Antel sorti en 1959.

## Synopsis
En 1959, Wolfgang Löhde, reporter de Stern, récupère à 80 m de profondeur dans le lac Toplitz 17 cartons de faux billets et deux cartons de documents produits dans le cadre de l'opération Bernhard et coulés par un commando SS dans les derniers jours de la guerre.

## Fiche technique
- Titre : Le Trésor des SS
- Titre original : Der Schatz vom Toplitzsee
- Réalisation : Franz Antel assisté de Rudolf Zehetgruber
- Scénario : Kurt Nachmann, Rolf Olsen
- Musique : Michael Jary
- Direction artistique : Max Seefelder (de), Hans Sohnle (de)
- Photographie : Hans Heinz Theyer
- Son : Willy Brahmann (de)
- Montage : Arnfried Heyne
- Production : Franz Antel
- Sociétés de production : Cinelux-Film
- Société de distribution : Deutsche Cosmopol Film
- Pays d'origine :  Allemagne de l'Ouest
- Langue : allemand
- Format : Noir et blanc - 1,37:1 - Mono - 35 mm
- Genre : Thriller
- Durée : 82 minutes
- Dates de sortie :
  -  Allemagne de l'Ouest : 27 novembre 1959.
  -  Autriche : 11 janvier 1960.
  -  Finlande : 10 juin 1960.
  -  France : 31 mars 1965[1].

## Distribution
- Joachim Hansen : Wolfgang Löhde
- Sabine Sesselmann : Didi Lanz, sa fiancée
- Gert Fröbe : Johannes Grohmann / Dr. Brand
- Werner Peters : Alfred Kopetzsky
- Til Kiwe : Harold Pfeifer
- Wolfgang Stumpf (de) : Franz Hanusch
- Hannelore Bollmann : Brigitte Grohmann
- Bruno Hübner : Dr. Brankovich
- Lukas Ammann (de) : Le lieutenant yougoslave

## Crédit d'auteurs
- (de) Cet article est partiellement ou en totalité issu de l’article de Wikipédia en allemand intitulé « Der Schatz vom Toplitzsee » (voir la liste des auteurs).